# Comitato di Borsod
Il comitato di Borsod (in ungherese Borsod vármegye) è stato un antico comitato del Regno d'Ungheria, situato nell'odierna Ungheria settentrionale. Capoluogo del comitato era la città di Miskolc.

## Geografia fisica
Il comitato di Borsod confinava con gli altri comitati di Gömör-Kishont, Abaúj-Torna, Zemplén, Szabolcs, Hajdú e Heves. Geograficamente era delimitato dal Tibisco a sudest, nella sua parte più pianeggiante; la maggior parte del territorio era tuttavia costituita dalle valli del fiume Sajó e dei suoi tributari.

## Storia
La storia del comitato, di antica costituzione, fu decretata dalle modifiche amministrative susseguite alla firma del Trattato del Trianon (1920) da parte del Regno d'Ungheria: il comitato, che di per sé era rimasto integro, fu fuso con quanto rimaneva degli antichi comitati di Gömör-Kishont e Abaúj-Torna a formare il comitato di Borsod-Gömör-Kishont. Seguirono ulteriori rimaneggiamenti territoriali per effetto del Primo arbitrato di Vienna (ricreazione del comitato di Gömör-Kishont, 1938) e del ripristino postbellico, finché con la grande riforma amministrativa ungherese del 1950 il comitato inglobò pure antiche parti del comitato di Zemplén trasformandosi nell'attuale contea di Borsod-Abaúj-Zemplén.